# Clemens von Wedemeyer
Clemens von Wedemeyer (* 30. August 1974 in Göttingen) ist ein deutscher Filmemacher und Videokünstler.

## Leben
Clemens von Wedemeyer studierte ab 1996 Fotografie und Medien an der Fachhochschule Bielefeld und ab 1999 an der Hochschule für Grafik und Buchkunst Leipzig, die er 2005 als Meisterschüler abschloss. Seit 2013 leitet er als Professor die Klasse für Film- und Kinokunst der Hochschule in Leipzig.
2006 gewann er mit dem Kurzfilm Rien du tout (zusammen mit Maya Schweizer) beim deutschen Wettbewerb der Internationalen Kurzfilmtage Oberhausen und erhielt das Karl-Schmidt-Rottluff-Stipendium. Seine Arbeiten, die sich zwischen gespieltem Film und Installation bewegen, wurden auf zahlreichen internationalen Gruppenausstellungen gezeigt, darunter auf der documenta 12 und 13.

## Einzelausstellungen (Auswahl)
- 2006: Kölnischer Kunstverein
- 2008: CGAC, Santiago de Compostela
- 2009: Barbican Centre, London
- 2010: The Fourth Wall, KOW, Berlin
- 2011: Metropolis -Bericht über China (mit Maya Schweizer), Frankfurter Kunstverein, Frankfurt am Main
- 2013: MAXXI – Museo nazionale delle arti del XXI secolo, Rom
- 2014: Every Word You Say – Kunstverein Braunschweig
- 2015: Muster – Museum of Contemporary Art (Chicago)
- 2016: P.O.V. – Neuer Berliner Kunstverein, Berlin
- 2016: Orte unter Einfluss Hamburger Kunsthalle
- 2019: Mehrheiten Galerie für Zeitgenössische Kunst, Leipzig
- 2019: In Gesellschaft Kunstmuseum Luzern
- 2022: Illusion of a Crowd VOX Montreal
- 2023: Clemens von Wedemeyer Kunstmuseum Liechtenstein
- 2024: Social Geometry KOW, Berlin

## Preise und Auszeichnungen
- 2002: Bild-Kunst-Förderpreis der KunstFilmBiennale
- 2002: Marion-Ermer-Preis
- 2005: Bremer Kunstpreis
- 2006: Internationale Kurzfilmtage Oberhausen
- 2008: Villa-Romana-Preis